# Monasterio dúplice
Un monasterio dúplice (del latín monasteria duplicia), también llamado monasterio doble o cohospitae, es una institución que combina, claramente separados, un monasterio para monjes y otro para monjas, pero bajo una misma autoridad.
En el cristianismo, un monasterio doble es una comunidad única en la que hay miembros de los dos sexos, sometida a una sola regla, gobernada por una única autoridad y teniendo un solo presupuesto.
Se encuentra tanto el modelo en el que la máxima autoridad era un abad, como el caso en que era una abadesa. En Oriente, desde los tiempos de San Pacomio, lo normal es que estuviesen bajo la égida del abad, y a partir del siglo VI, en el Occidente, la autoridad más frecuente será la abadesa. 
Las dos comunidades comparten la tierra, los recursos y los ingresos y suelen utilizar una iglesia común para realizar los oficios litúrgicos. Posiblemente, estas comunidades se empezarían a formar para proteger y, al tiempo, atender las necesidades espirituales de las monjas por el sacerdocio masculino, los únicos habilitados para celebrar los oficios y suministrar los sacramentos.

## Historia

### Antigüedad

#### Oriente

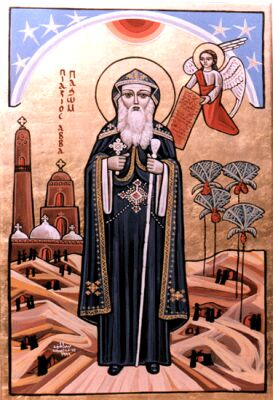
Icono con San Pacomio (287-346), fundador del monasterio de Tabennisi.

Este tipo de organización monástica se presenta en Oriente casi al mismo tiempo que el cenobitismo cristiano, donde comunidades de mujeres se reunían alrededor de líderes religiosos en Egipto y otros lugares ya desde la primera mitad del siglo IV. 
De forma parecida, otro tipo de establecimiento creado fue el monasterio familiar, con lazos familiares entre algunos miembros de la comunidad, donde el marido dirige a la comunidad de hombres y la esposa a la de las mujeres - o bien, los papeles son interpretados por el hermano y la hermana.
La tradición latina ve a San Pacomio (c. 287-346) como padre del cenobitismo, es decir, de la vida religiosa en común. Su primera fundación fue doble: estableció un monasterio de hombres en Tabennisi, en la Tebaida, a orillas del Nilo, mientras que su hermana María fundó una comunidad de mujeres en la orilla opuesta. Por la vida de San Pacomio nos enteramos de muchos detalles sobre las relaciones entre las monjas y monjes que vivían bajo su autoridad, aportando la primera regla monástica conocida, como por ejemplo, haciendo que los hombres se encargasen de los trabajos de construcción y las mujeres de las vestimentas.
En 352 en el Ponto, a la orilla del Iris, santa Macrina y su madre, Emmelia, fundaron el monasterio de las Vírgenes (posiblemente en Annesi, cerca de Neocaesarea). Su hermano y su hijo, san Basilio de Cesarea, fundó seis años más tarde, en la orilla opuesta, un monasterio de hombres. También dejó una regla relativa a la relación entre los monjes y monjas. Y su hermano, san Gregorio de Nisa, nos enseña, en la Vida de Macrina, las relaciones entre las dos comunidades.
El monasterio del Monte de los Olivos en Jerusalén, fue fundado alrededor del 380 por Melania la Mayor. La comunidad de hombres estuvo a cargo de Rufino de Aquilea.
El monasterio de Belén fue fundado en 386 por la rica viuda Paula. La comunidad de hombres estuvo dirigida por San Jerónimo.
El monasterio de Bauit en el Egipto Medio, fue fundado por San Apolo de Bauit en 385-390, que dejó una regla. El monasterio contaba con dos iglesias.

#### Occidente
En Occidente, existen dos grandes olas de fundaciones: la del cristianismo celta, especialmente en el siglo VII y la de la reforma gregoriana, en los siglos XI y XII.
El primer monasterio dúplice de Occidente fue fundado en el año 470 por santa Brígida de Irlanda en Kildare (Irlanda), que habría nombrado a una abadesa procedente de una familia noble local. Sin embargo, los historiadores tienen sus reservas acerca de la realidad de esta fundación.

### Alta Edad Media

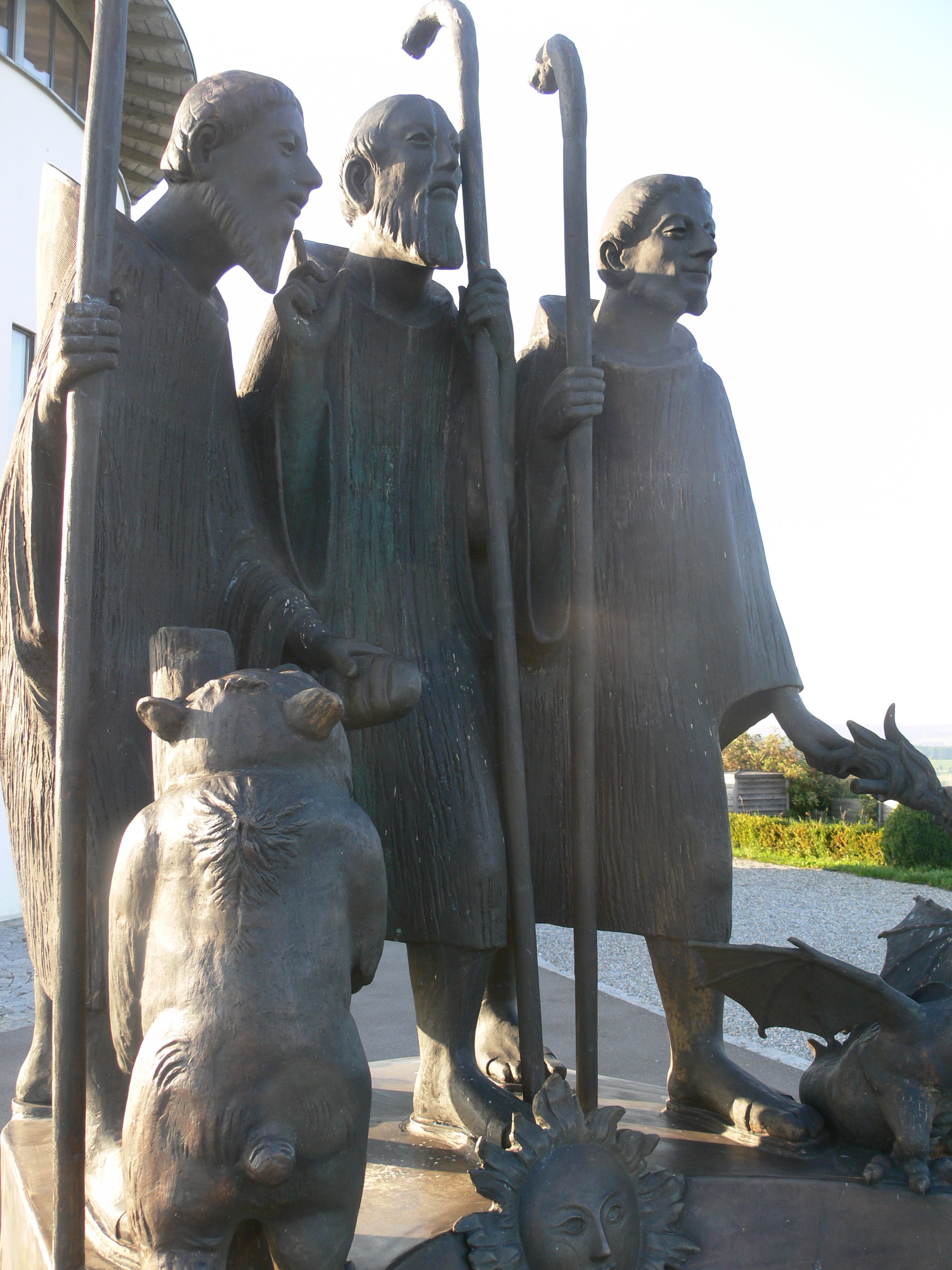
San Columbano (en el centro), con discípulos que fundaron numerosos monasterios dúplices.

La Alta Edad Media está marcada con la impronta del cristianismo celta (siglos V a XII), que alcanzó su apogeo en el siglo VII. Debido a los incansables misioneros irlandeses y sus seguidores, sus monasterios salpican principalmente Escocia, Francia, Alemania, Suiza, Italia o Inglaterra. Y, con la tradición celta respecto a la mujer, son las abadesas las que se ponen a la cabeza de los monasterios dúplices de la época (a una abadesa le sucede siempre otra abadesa). Excepcionalmente, un abad puede tener autoridad sobre los monjes y una abadesa sobre las monjas. Téngase en cuenta que hasta el siglo X se habla de monasterios y no de abadías.
Aunque se desconoce exactamente por dónde llegó la idea a Occidente, si nos atenemos únicamente a los monasterios conocidos actualmente, el fenómeno puede tener su origen en la Galia, con fundaciones de inspiración del mismo Columbano que murió en el 615, aunque no parecen contemporáneas. Las fundaciones más antiguas conocidas son las de Faremoutiers y Remiremont, que surgen hacia 620).
En el último tercio del siglo VII, tanto en los monasterios simples como en los dúplices, las rigurosas reglas irlandesas están empezando a ser reemplazadas por la regla de San Benito, mejor aceptada por los monjes y las monjas, lo que contribuirá al declive del cristianismo celta.
El Segundo Concilio de Nicea en 787, en su canon XX, condenó la construcción de monasterios dúplices, aunque aceptó los ya existentes, siempre que siguieran la regla de San Basilio. Con esto, el concilio criticó los monasterios dúplices por el potencialmente peligroso comportamiento que se pudiese dar, pero no lo consideró como una cuestión de creencias o teología. Este modelo es el que se seguiría también en el Occidente. 
La mayoría de las fundaciones dúplices no sobrevivieron a los ataques de los vikingos durante los siglos IX y X. Este es principalmente el caso de Inglaterra, donde muchos monasterios dúplices fueron destruidos y cuando vuelven a ponerse en pie, se convierten en monasterios simples. Sin haber totalmente desaparecido, el fenómeno decae hasta mediados del siglo XI.

#### España
Este modelo tuvo gran arraigo en España. Durante el arrianismo, que pervivió en el Reino Visigodo de Toledo hasta el Tercer Concilio de Toledo (589), era frecuente la construcción de "monasterios" por particulares en sus casas y dominios, acogidos a reglas religiosas para formar una comunidad monacal, cuyos miembros pasaban el resto de sus días sin salir de las casas, pero al margen de la jerarquía eclesiástica. 
El visigodo Segundo Concilio de Sevilla celebrado en el 619, en su canon XI se dispone el gobierno y la tutela (material y espiritual) de los monasterios femeninos por los monjes. 
Fue una especie de moda exaltada y con el tiempo se llegaron a cometer tales faltas y excesos que en múltiples ocasiones recibieron advertencias serias por parte de las autoridades religiosas. Incluso se llegó a redactar un texto llamado Regula Communis compuesto hacia 665-680, especialmente estudiado para este tipo de monasterios. Esta regla reformadora es tradicionalmente asignada a san Fructuoso, pero en realidad, sería redactada mediante estatutos establecidos por varios sínodos abaciales. Dejó muy claro el aspecto arquitectónico que debían tener: todos los espacios debían ser dobles para que la comunidad femenina estuviera separada de la masculina; solo podían compartir la sala capitular, pero aun así debían ocupar espacios separados. En cuanto a los dormitorios, no solo se ordenaba que estuvieran separados sino bien lejos los unos de los otros.
Posiblemente por influencia de los monasterios familiares que estaban protegidos, los monasterios dúplices españoles llegaron a ser los más numerosos de Europa. Se habla de más de 200, incluyendo los familiares. En un momento dado, estos monasterios llegaron a estar oficialmente suprimidos, pero aun así, en el siglo XII, las llamadas monjas tuquinegras convivían en sus monasterios con un gran número de monjes varones que se suponía las protegían y que eran conocidos con el nombre de milites. No se conservan los edificios de estos monasterios pero sí algunas de sus iglesias. Sin embargo, los monasterios dúplices se irían extinguiendo, ya en el siglo XI, sobre todo a partir de la introducción de la Orden de Cluny.
Entre los monasterios dúplices establecidos en la península ibérica se pueden citar importantes cenobios como el Monasterio de Compludo (fundado por San Fructuoso), el de San Millán de la Cogolla, el de San Salvador de Tábara, el de Santa María la Real de Aguilar de Campoo o el de San Salvador de Oña (fundado ya en el 1011).

### Baja Edad Media
En la segunda mitad del siglo XI, y durante todo el siglo XII, marcados por la reforma gregoriana, el prestigio de la vida monástica era grande. Las vocaciones eran tan numerosas que los nuevos monasterios se multiplicaban, especialmente en el campo. Hombres casados, familiares de los monjes, viudas, esposas, niñas, familias enteras se unen a las comunidades, o siguen a los predicadores itinerantes (Robert d'Arbrissel, Raoul de Futaie, Vital de Mortain...) que llegarán a ser imprevistos fundadores de monasterios. Estas entusiastas multitudes proporcionarán laicos y conversos, pero también monjes y monjas.
Son necesarios alojamientos para las monjas o bien, en esa época existen pocos monasterios para ellas, en su mayoría urbanos. Los monasterios dúplices a veces se crean ex novo o bien, los prioratos de mujeres nacen para estar adjuntos a monasterios existentes de hombres.
Con pocas excepciones, las comunidades están ahora dirigidas por un abad, no por una abadesa. El momento culmen de las fundaciones dúplices se produce durante el primer tercio del siglo XII: nunca se han visto tantos monasterios dúplices en Francia.
Pero en 1139, el Segundo Concilio de Letrán se muestra poco favorable a los monasterios dúplices y emite advertencias en esa dirección. El declive de las fundaciones dúplices comenzaron a observarse a mediados de siglo: algunos monasterios se hicieron simples.

## Otro significado
Mucho menos frecuente, a veces, también se utiliza este término, monasterio doble o monasterio gemelo, para el caso de un monasterio, solo para monjes, basado en dos localizaciones diferentes pero próximas, como es el caso de la Abadía de Monkwearmouth-Jarrow, fundada en Northumbria por Benito Biscop entre 674 y 682, y de la que habla Beda el Venerable.